# Città canora
Città canora è un film del 1952 diretto da Mario Costa.

## Produzione

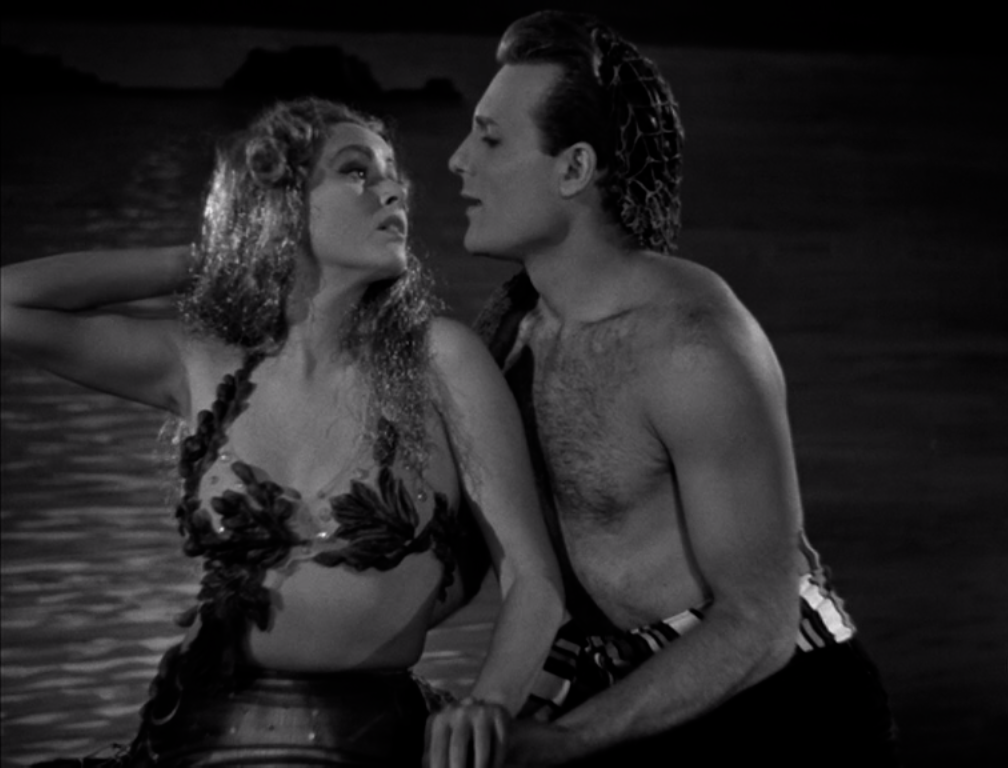
Nadia Gray e Giacomo Rondinella in una sequenza del film

La pellicola, a carattere musicale, è ascrivibile al filone dei melodrammi sentimentali, comunemente detto strappalacrime, allora molto in voga tra il pubblico italiano, in seguito ribattezzato dalla critica con il termine neorealismo d'appendice.
Venne girato per gli interni negli stabilimenti romani di Cinecittà, mentre gli esterni furono realizzati a Napoli.

## Distribuzione
Il film è stato distribuito nel circuito cinematografico italiano il 29 ottobre del 1952.

## Colonna sonora
La colonna sonora del film comprende anche le seguenti canzoni, tutte cantate da Giacomo Rondinella:
- 'O marenariello di Salvatore Gambardella e Gennaro Ottaviano;
- Piscatore 'e Pusilleco di Ernesto Murolo ed Ernesto Tagliaferri;
- Dicitencello vuje di Rodolfo Falvo ed Enzo Fusco;
- 'Na sera 'e maggio di Gigi Pisano e Giuseppe Cioffi;
- Mandulinata a Napule di Ernesto Murolo ed Ernesto Tagliaferri;
- Autunno di Ernesto De Curtis e Libero Bovio;
- Incantesimo di Enzo Bonagura e Abbusi;
- Signorinella di Libero Bovio e Nicola Valente;
- Munasterio 'e Santa Chiara di Michele Galdieri e Alberto Barberis;
- Comme facette mammeta di Salvatore Gambardella e Giuseppe Capaldo;
- Reginella di Libero Bovio e Gaetano Lama;
- Come pioveva di Armando Gill.